# Trichosanthes mianyangensis
Trichosanthes mianyangensis är en gurkväxtart som beskrevs av C.H. Yueh och R.G. Liao. Trichosanthes mianyangensis ingår i släktet Trichosanthes och familjen gurkväxter. Inga underarter finns listade i Catalogue of Life.